# Calotropis
Genre
Classification phylogénétique
Calotropis est un genre de plantes à fleurs de la famille des  Apocynaceae. Elles sont communément appelées asclépiades en raison de la sève qu'elles produisent. 
Toutes les espèces de Calotropis sont considérées comme des adventices dans certaines régions du monde. Les fleurs très odorantes sont souvent utilisées dans la fabrication de bouquets floraux dans certaines régions d'Asie du Sud-Est.
Les diverses espèces de Calotropis prospèrent généralement dans des terres agricoles abandonnées, les bovins se tenant à distance de ces plantes en raison de leur goût désagréable dû à la présence de glycoside cardiotonique dans leur sève.

## Dénomination

### Étymologie
Le nom vient du grec καλός / kalós, beau, et τροπις / tropis,quille, carène, en référence à la forme de la fleur en forme de quille.

### Noms vernaculaires
Les fibres de ces plantes sont appelées « madar », « mader » ou « mudar ».
La plante est connue sous le nom de aak en médecine Ayurveda. 
À fortes doses la plante est appelée aussi Arka.

## Classification
En classification classique de Cronquist (1981), ce genre était placé dans la famille des Asclepiadaceae.  
La classification phylogénétique le situe dans les Apocynaceae.

## Propriétés
L'exsudation laiteuse de la plante est un poison corrosif.
Le latex est réputé avoir, sur le corps humain, les effets du mercure (d'où son appellation de mercure végétal) et serait utilisé à la place du mercure dans les aphrodisiaques[réf. nécessaire]. Ses feuilles sont diversement utilisées, notamment frits dans l'huile à des fins médicinales.
L'écorce de la racine a le même effet sur le cœur que la Digitale, mais il a été précédemment utilisé comme substitut de l'Ipécacuanha.
Ce sont des plantes vénéneuses : la calotropine (en), un des composés du latex, est plus toxique que la strychnine. La calotropine est similaire à la structure à deux glycosides cardiaques qui sont responsables de la cytotoxicité des de Apocynum cannabinum.
Des extraits des fleurs de Calotropis procera ont montré une forte activité cytotoxique chez les patients atteints du cancer du côlon. De plus, ils sont dangereux pour les yeux.

## Utilisation
La plante est connue sous le nom de aak en médecine Ayurveda.  et a été utilisé dans les cas de maladies cutanées, les vers intestinaux, la toux, l'ascite, l'asthme, la bronchite, la dyspepsie, la paralysie, les gonflements, les fièvres intermittentes, l'anorexie, les inflammations et des tumeurs.
L'Arka est connu pour agir comme purgatif et vomitif,.

## Liste des espèces
Selon Catalogue of Life
- Calotropis gigantea[6],[7] (L.) Ait. f. : Arka (mot sanskrit), Surya haya (ressemble au soleil), Bhaskaram (la force du soleil)
- Calotropis procera (Ait.) Ait. f. : pommier de Sodome

## Illustrations

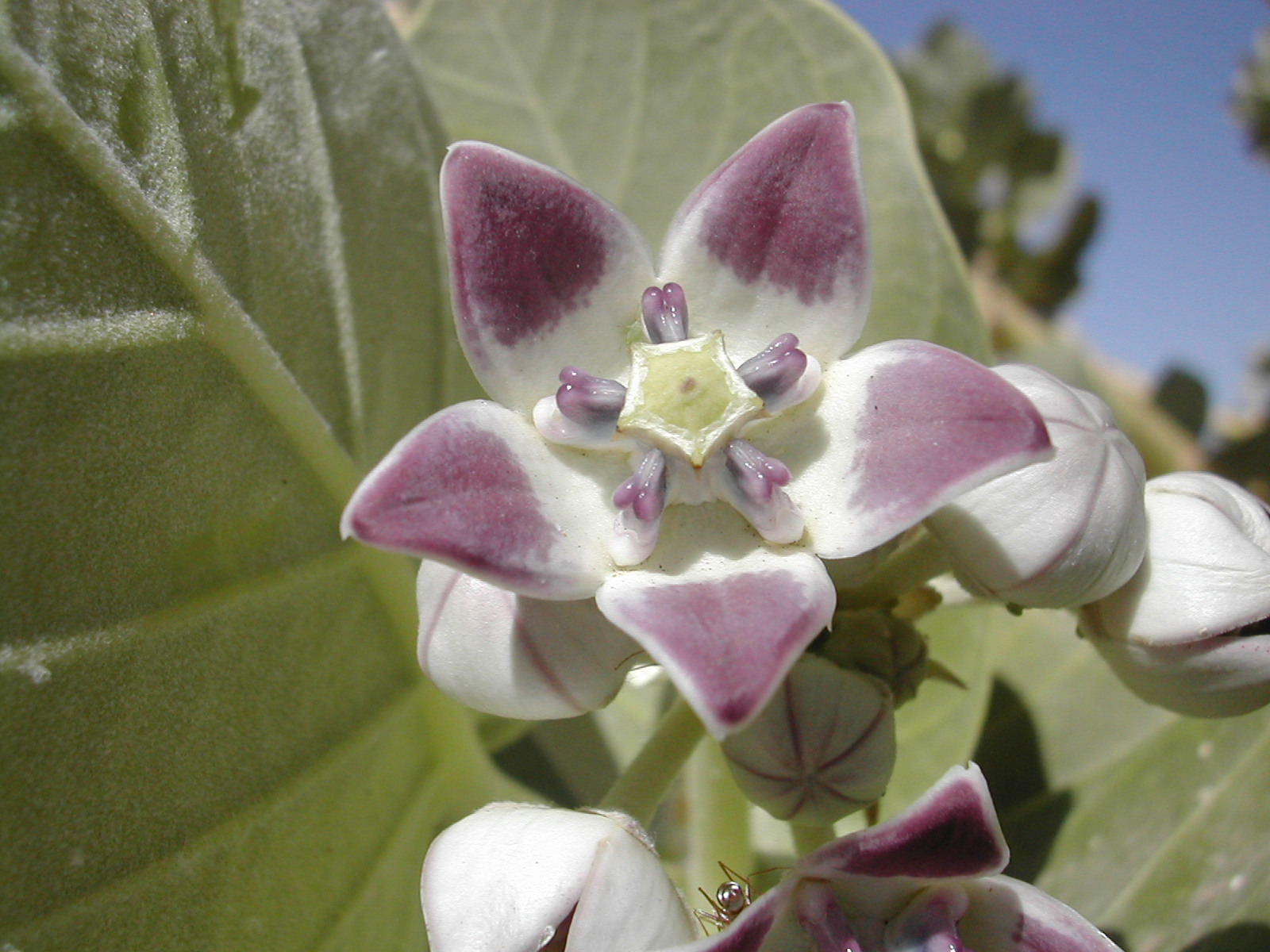
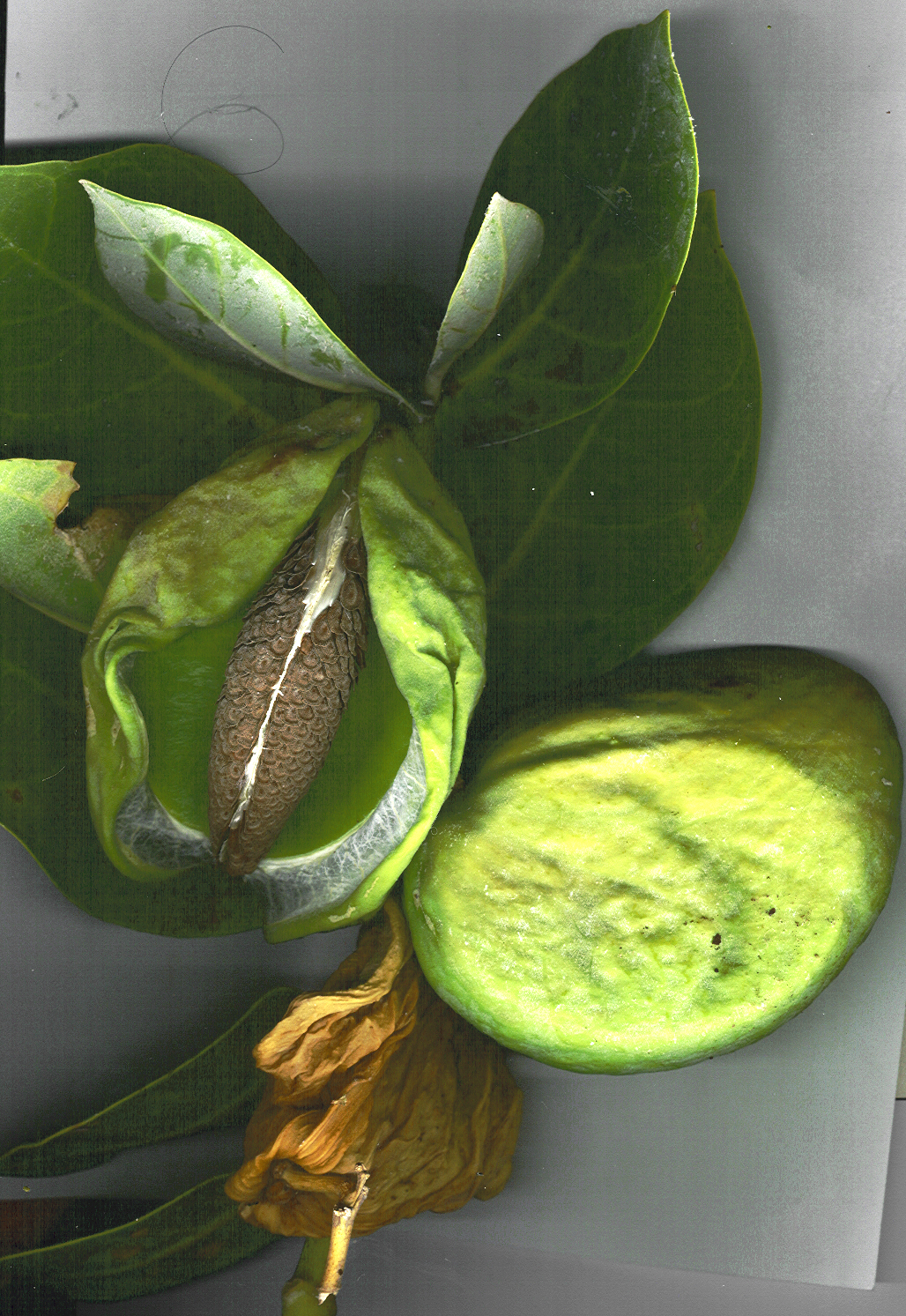
Fruits de Calotropis procera.
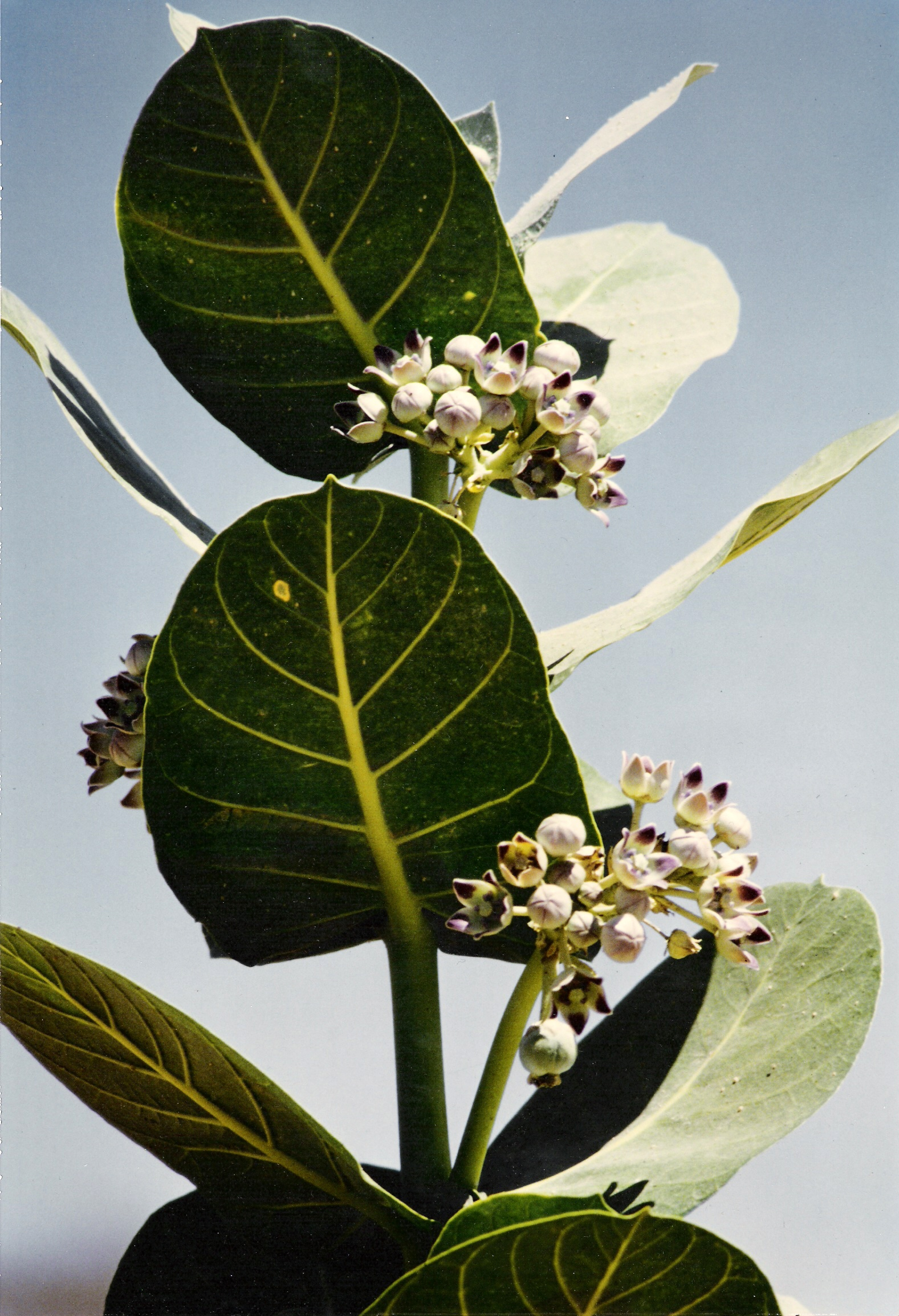
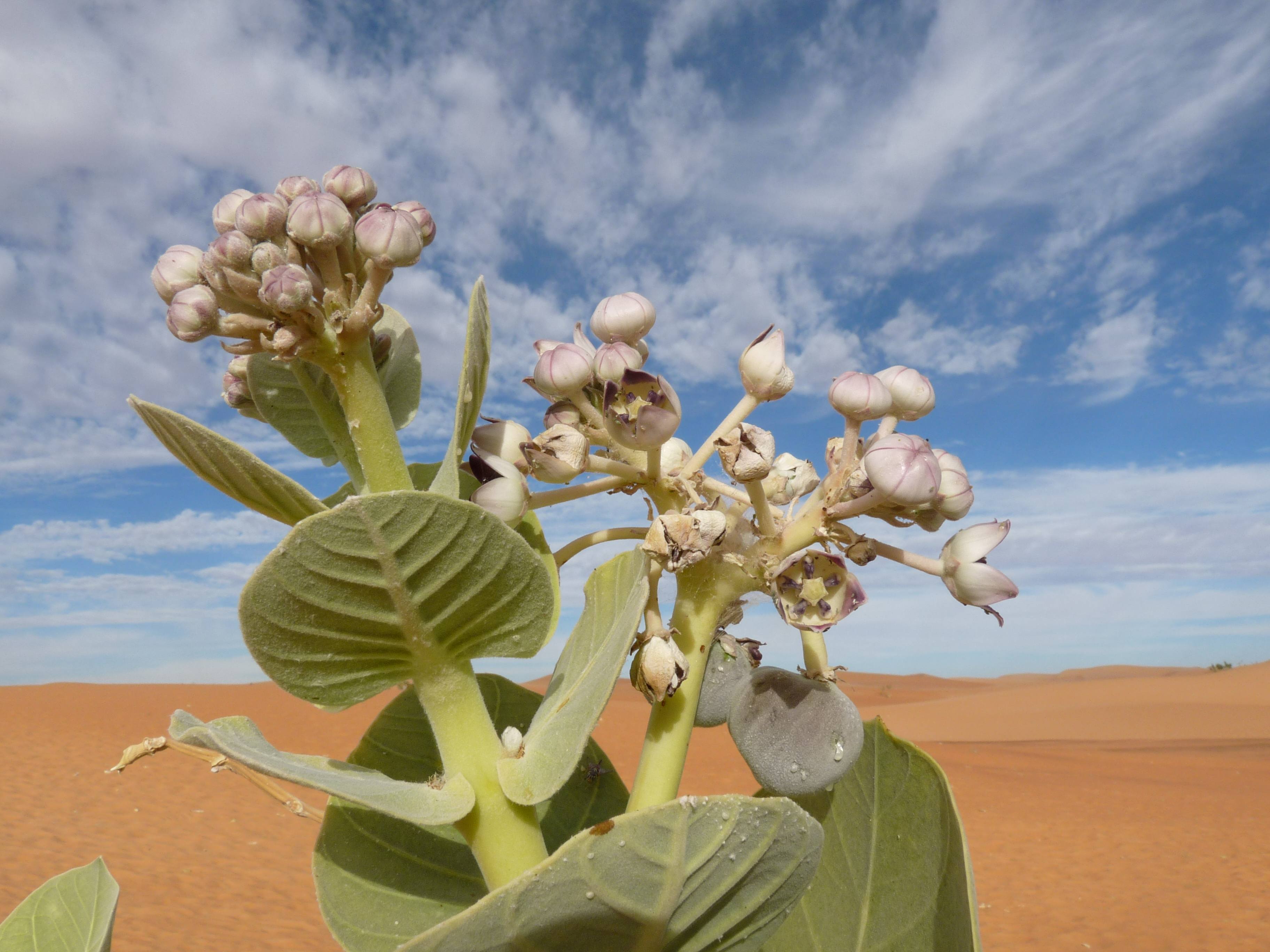
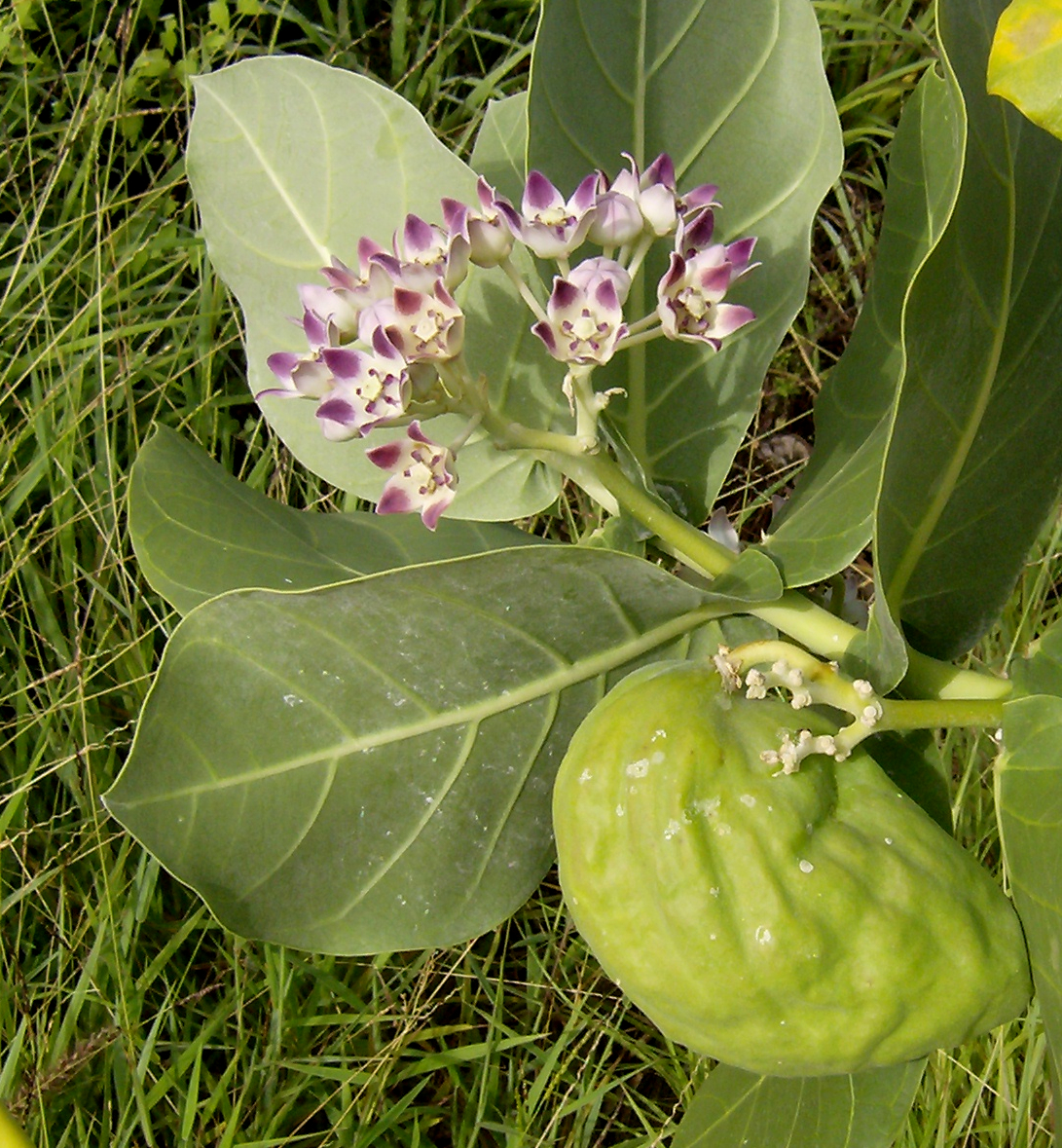
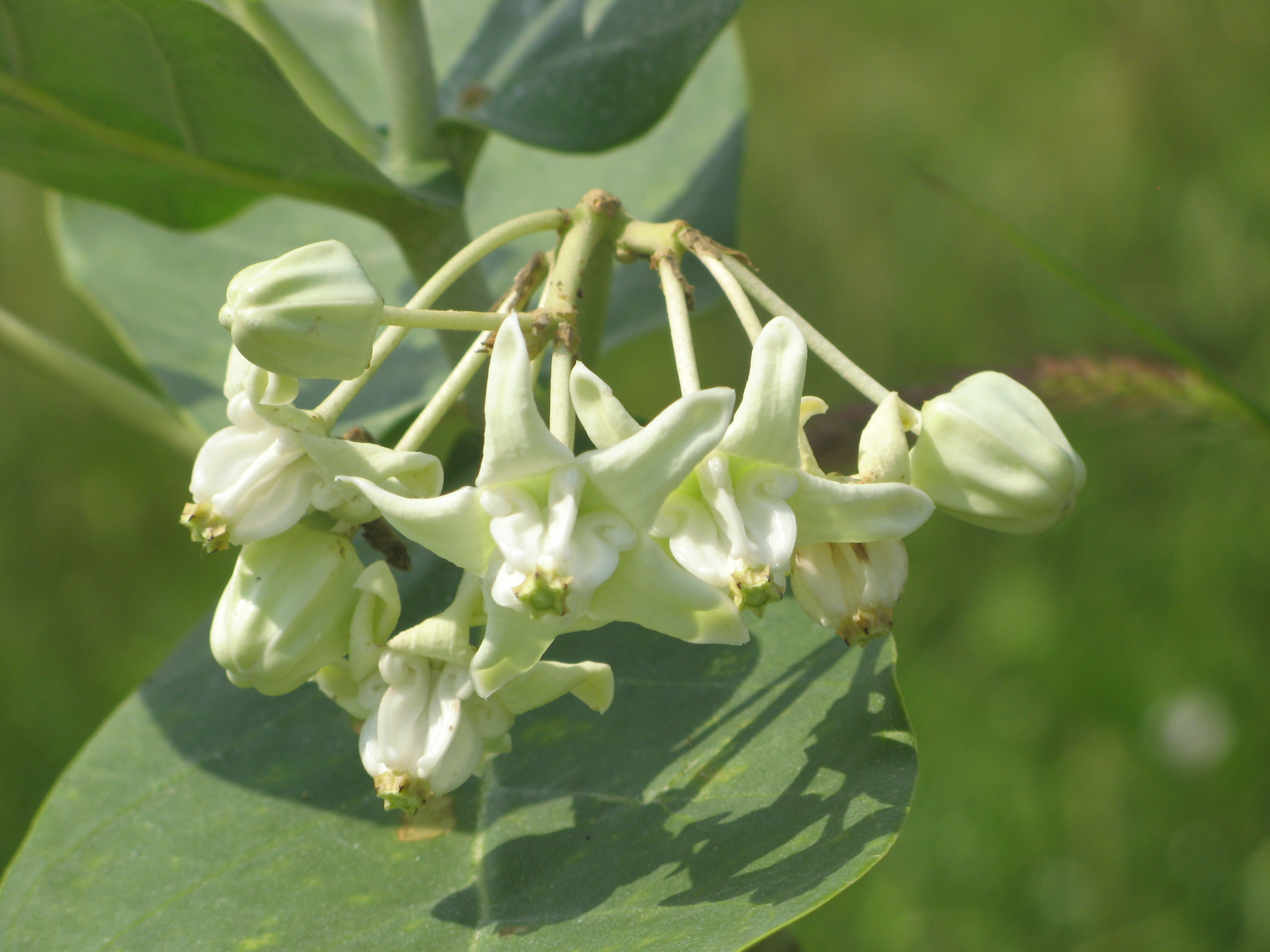
Calotropis gigantea.
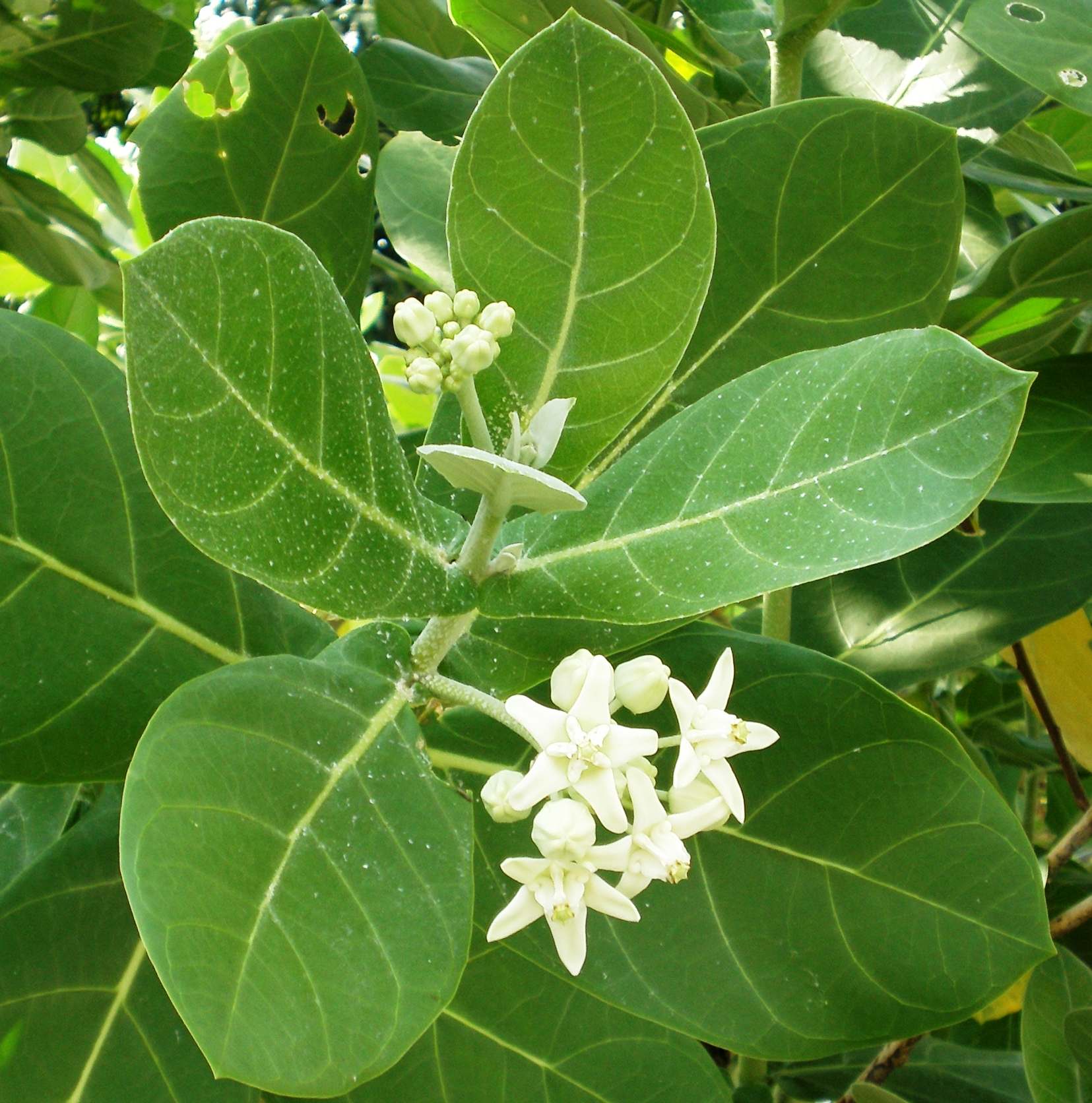
C. gigantea.
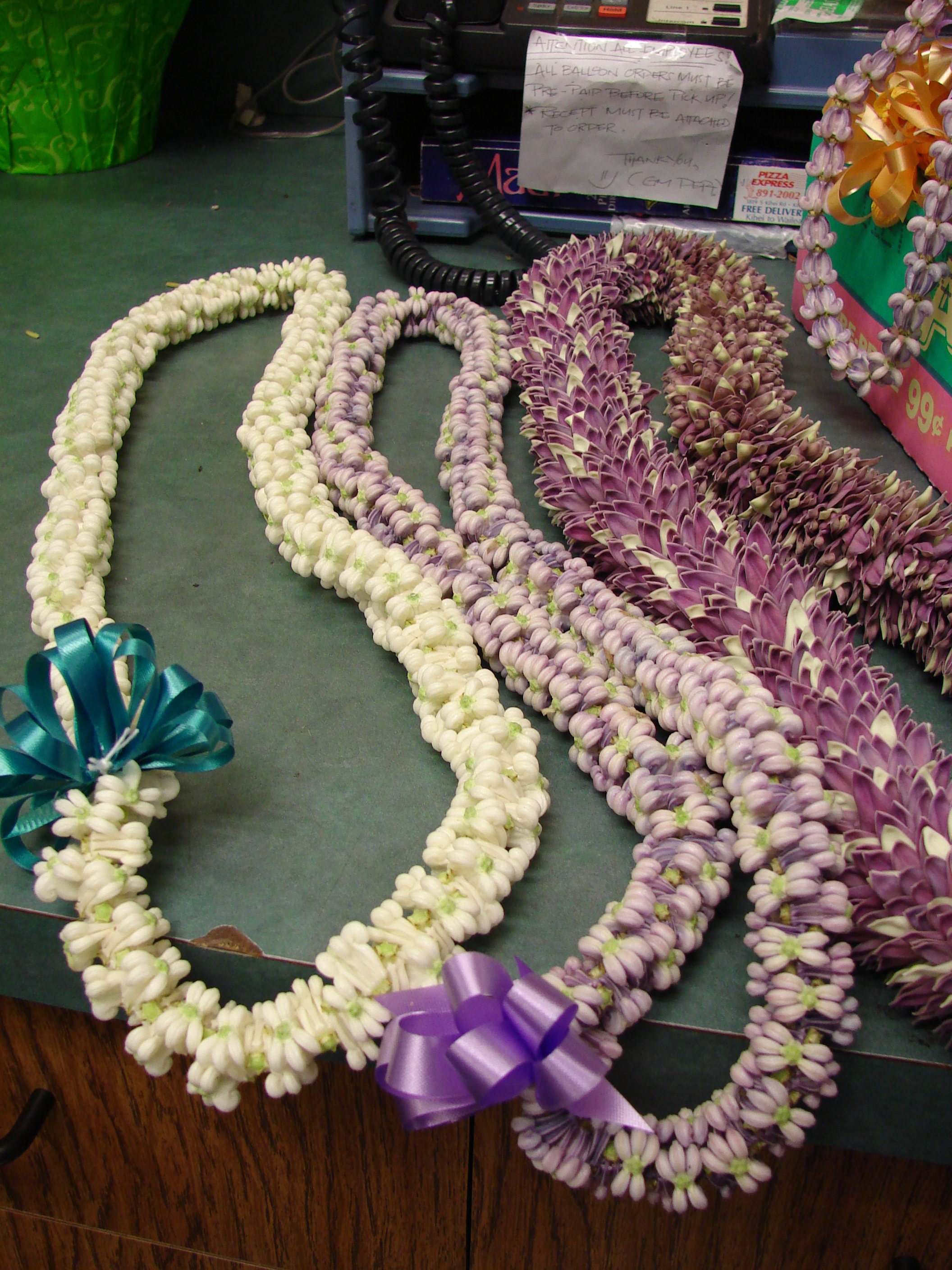
Bouquets floraux faits à partir de fleurs de Calotropis.